# Hagenowia
Hagenowia is een geslacht van uitgestorven zee-egels uit de familie Cardiasteridae.

## Soorten
- Hagenowia blackmorei Wright & Wright, 1949 †
- Hagenowia elongata (Brünnich Nielsen, 1942) †
- Hagenowia infulasteroides Wright & Wright, 1949 †
- Hagenowia rostrata (Forbes, 1852) †